# Survivance (entreprise)
Pour les articles homonymes, voir Survivance.
Survivance est une société française indépendante de production, d'édition et de distribution de films, fondée par en 2010 par Carine Chichkowsky et Guillaume Morel. Survivance a notamment distribué des films de Kleber Mendonça Filho (Les Bruits de Recife), Koji Fukada (Au revoir l’été), Anocha Suwichakornpong et Ghassan Salhab (La Vallée),,.

## Filmographie

### Production
- 2013 : L'aventure est un secret de Pierre Linguanotto
- 2013 : Latin Street Revolucion ! de Cécile Quiroz et Romain Dutter
- 2013 : Kelly de Stéphanie Régnier
- 2014 : Ma mort ne m'appartient pas de Charles O'Gust Kutu
- 2015 : Seuls, ensemble de David Kremer
- 2014 : Suspendu à la nuit d'Éva Tourrent
- 2015 : La Nuit et l'Enfant de David Yon
- 2015 : Bienvenue à Madagascar de Franssou Prenant
- 2016 : Tournons ensemble, Mademoiselle Darrieux d'Emmanuel Vernières
- 2016 : Des Spectres hantent l'Europe de Maria Kourkouta et Niki Giannari
- 2016 : Dao Khanong (By the time it gets dark) d'Anocha Suwichakornpong
- 2016 : Rue des sœurs noires d'Aïcha Thiam
- 2017 : Reprendre l'été de Magali Bragard et Séverine Enjolras
- 2017 : Bricks de Quentin Ravelli
- 2017 : L'envers d'une histoire de Mila Turajlić
- 2018 : Les jours maudits d'Artem Iurchenko
- 2018 : Yukiko de Young Sun Noh
- 2018 : A Lua Platz de Jérémy Gravayat
- 2018 : Eaux noires de Stéphanie Régnier
- 2021 : L'Homme qui penche de Marie-Violaine Brincard et Olivier Dury
- 2021 : La compétition de Eytan İpeker
- 2022 : Tes yeux entendraient la musique de Marie-Astrid Le Theule
- 2022 : Faire le bois de Lola Peuch
- 2022 : Non-Alignés & Ciné-Guérillas : Scène des archives Labudović de Mila Turajlić
- 2023 : Ne me guéris jamais de David Yon
- 2024 : Lisière d'Éva Tourrent
- 2024 : Pédale rurale d'Antoine Vasquez

### Distribution
- 2010 : Mundane History d'Anocha Suwichakornpong
- 2012 : Les Bruits de Recife de Kleber Mendonça Filho
- 1967 : Le Journal de David Holzman
- 2013 : Au revoir l'été de Kôji Fukada
- 2015 : Seuls ensemble de David Kremer
- 2014 : Court (En instance)
- 2015 : La Nuit et l'Enfant de David Yon
- 2016 : Des Spectres hantent l'Europe de Maria Kourkouta et Niki Giannari
- 2017 : Bricks de Quentin Ravelli
- 2017 : Demons in Paradise de Jude Ratnam
- 2017 : L'envers d'une histoire de Mila Turajlić
- 2015 : Bienvenue à Madagascar de Franssou Prenant
- 2014: La Vallée de Ghassan Salhab
- 2015 : Sayonara de Kôji Fukada
- 2016 : Bangkok Nites de Katsuya Tomita
- 2019 : Tenzo de Katsuya Tomita
- 2019 : Au coeur du monde de Gabriel Martins et Maurilio Martins
- 2019: Vitalina Varela de Pedro Costa
- 2019 : La Fièvre de Maya Da-Rin
- 2021 : L'Homme qui penche de Marie-Violaine Brincard et Olivier Dury
- 2021 : Le grand mouvement de Kiro Russo
- 2021: Ventura (Cavala Dinheiro) de Pedro Costa
- 2021: Yamabuki de Juichiro Yamasaki
- 2021: Ariaferma de Leonardo Di Costanzo
- 2022: À pas aveugles de Christophe Cognet
- 2022 : Non-Alignés : Scène des archives Labudović de Mila Turajlić
- 1993 : Déménagement de Shinji Sômai
- 2022 : Apolonia, Apolonia de Lea Glob
- 2022 : Là où Dieu n'est pas de Mehran Tamadon
- 2023 : Mon pire ennemi de Mehran Tamadon
- 1985 : Typhoon Club de Shinji Sômai
- 2024 : Ghostlight de Kelly O'Sullivan et Alex Thompson
- 1994 : Jardin d'été (The Friends) de Shinji Sômai
- 2023 : Sous hypnose de Ernst de Geer
- 2024 : Super Happy Forever de Kohei Igarashi
- 2024 : On Falling de Laura Carreira